# Bechtel (entreprise)
Pour les articles homonymes, voir Bechtel.
Bechtel Group est la première entreprise américaine de travaux publics, la treizième d’ingénierie dans les travaux publics et la neuvième entreprise de construction au niveau mondial en 2012. Fondée en 1898, elle employait, en 2006, 40 000 personnes dans près de cinquante pays et 52 700 personnes en 2010. Son siège social est à San Francisco.
Bechtel se classait en 2023 au 39e rang mondial pour la production d'armement.

## Historique
Bechtel a participé à la construction du barrage Hoover dans les années 1930. Elle fut aussi impliquée dans la construction de plusieurs autres grandes réalisations comme le tunnel sous la Manche, la Bay Area Rapid Transit, la ville de Jubail ou le Kingdom Centre en Arabie saoudite, l'aéroport international de Hong Kong, la Big Dig de Boston ou encore la reconstruction de l'infrastructure civile de l'Irak, financée par l'agence des États-Unis pour le développement international.
La société gère le Knolls Atomic Power Laboratory, un laboratoire du gouvernement américain concevant l'ensemble de la propulsion nucléaire navale de l'US Navy. Sa filiale Bechtel Marine Propulsion Corporation fabrique le réacteur A1B des porte-avions de la classe Gerald R. Ford.
L'entreprise pilote la construction du second sarcophage de Tchernobyl.
En juin 2018, Bechtel annonce déplacer son siège social de San Francisco à Reston en Virginie, qui avait déjà un statut de siège social officieux au sein de l'entreprise depuis 2011.

## Controverses
La compagnie a été mise en cause pour sa gestion du projet Big Dig, ses liens financiers présumés avec la famille ben Laden, la guerre de l'eau (Bolivie) et les circonstances de l'obtention de ses contrats de reconstruction après l'invasion américaine de l’Irak en 2003. L'attribution en 2004 de la concession pour la construction de l'autoroute Transilvania (A3), reliant la ville de Brașov (sud-est de la Transylvanie) à la frontière roumano-hongroise (près de la ville d'Oradea) est également très controversée (contributions peu transparentes d'attribution du marché, retards de plus de 5 ans pris sur l'exécution du chantier).